# Contenidor a prova de nens
El contenidor a prova de nens o envasos CR són embalatges especials utilitzats per reduir el risc que els nens ingereixin materials perillosos. Això sovint s'aconsegueix mitjançant l'ús d'un tap de seguretat especial. És necessari per reglament per a medicaments amb recepta, medicaments sense recepta, dispositius de cigarrets electrònics que contenen nicotina o envasos de recanvi que poden contenir nicotina EUTPD 36.7 pesticides i productes químics domèstics. En algunes jurisdiccions, els envasos unitaris, com ara els blisters, també estan regulats per a la seguretat dels nens.
La Comissió de Seguretat dels Productes de Consum dels Estats Units ha declarat en un comunicat de premsa que "No hi ha envasos a prova de nens. Per tant, no hauríeu de pensar en l'embalatge com la vostra línia principal de defensa. Més aviat, hauríeu de pensar en els envasos, fins i tot en els envasos a prova de nens, com a darrera línia de defensa."

## Rerefons
El tancament de bloqueig a prova de nens per a contenidors va ser inventat l'any 1967 pel Dr. Henri Breault.
L'historial d'accidents en què nens van obrir envasos domèstics i ingerir el contingut va portar el Congrés dels Estats Units a aprovar la Llei d'envasos per a la prevenció del verí de 1970, escrita pel senador nord-americà Frank E. Moss d'Utah. Això va donar a la Comissió de Seguretat dels Productes de Consum dels EUA l'autoritat per regular aquesta àrea. Les addicions al llarg de les dècades han augmentat la cobertura inicial per incloure altres articles perillosos, inclosos els productes químics regulats per l'Agència de Protecció del Medi Ambient. Tot i que les tapes resistents als nens no són perfectes, hi ha proves sòlides que l'ús de tapes resistents als nens ha reduït substancialment les taxes d'enverinament infantil als Estats Units. Hi ha coordinació per millorar els estàndards internacionals sobre requisits i protocols.

## Dificultat per obrir
Els embalatges a prova de nens poden ser un problema per a algunes persones grans o amb discapacitat. La normativa exigeix que els dissenys siguin provats per verificar que la majoria dels adults poden accedir al paquet. Algunes jurisdiccions permeten que els farmacèutics proporcionin medicaments en paquets que no siguin CR quan no hi hagi nens a la mateixa casa.

## Requisits
La normativa es basa en protocols de proves de rendiment de paquets amb nens reals, per determinar si els paquets es poden obrir. Més recentment, s'utilitzen proves addicionals de paquets per determinar si les persones grans o les persones amb discapacitat tenen la capacitat d'obrir els mateixos paquets.
Sovint, els requisits de CR es compleixen amb els tancaments de paquets que requereixen dos moviments diferents per a l'obertura. Hi ha centenars de dissenys de paquets disponibles per als empaquetadors.

## Normes
- ISO 8317 Envasos a prova de nens - Requisits i procediments d'assaig per a envasos precintables.
- ISO 13127 Embalatge: envasos a prova de nens: mètodes d'assaig mecànic per a sistemes d'envasament a prova de nens que es poden tancar.
- ASTM D3475, Classificació estàndard per a paquets a prova de nens
- ASTM F3159, Especificació de seguretat del consumidor per a paquets de roba líquida
- Especificació estàndard ASTM F2517-17 per a la determinació de la resistència infantil dels contenidors de combustible portàtils per a ús del consumidor.